# Крушение эмирата
«Крушение эмирата» — советский художественный историко-революционный фильм 1955 года.

## Краткое содержание
1920 год. Западные страны предпринимают попытки использовать Бухарский эмират — протекторат  Российской империи — в целях борьбы с Советской властью. Прибывшие в Ташкент М. В. Фрунзе и В. В. Куйбышев организовывают массы на борьбу с контрреволюционерами и агентами иностранных разведок. Для подпольной работы посылаются ярые революционеры, такие, как молодой узбек Шерали Якубов. В результате, не выдержав атаки революционных отрядов, войска бухарской гвардии во главе с эмиром отступают. Советская власть в Бухаре установлена.

## В ролях
- Евгений Самойлов — М. В. Фрунзе
- Владимир Краснопольский — В. В. Куйбышев
- К. Алимджанов — Юлдаш Ахунбабаев[1]
- Санат Диванов — Шерали Якубов
- Неля Атауллаева — Ойгуль, его невеста
- Георгий Юматов — Игнат
- Роза Макагонова — Настенька
- Раззак Хамраев — Джафар (озвучивал Владимир Басов)
- Абдусалом Рахимов — Курбан Саидов
- Мухаммед Черкезов — Дурдыев
- Григорий Михайлов — Степан
- Н. Ишмухамедов — Карим-бобо, отец Шерали
- Евгений Тетерин — Востросаблин
- Михаил Пуговкин — Ясный
- Аббас Бакиров — Эмир Бухарский (озвучивал Ростислав Плятт)
- Владимир Балашов — полковник Осипов
- Владимир Басов — белогвардейский офицер, покушавшийся на Фрунзе и Куйбышева (нет в титрах)
- Н. Гарин — Уолфорд
- Андрей Файт — английский агент Пейли
- Кепа Ходжаев — Эсонбай (озвучивал Владимир Кенигсон)
- Абуд Джалилов — Великий везир
- Сагди Табибуллаев — посол эмира
- Шукур Бурханов — Ибрагим-вор
- Юнона Белоручева — Жермен
- Артавазд Кефчиян — турецкий офицер
- Эммануил Геллер — афганский офицер
- Владимир Горелов — красноармеец
- Александр Лебедев — красноармеец
- Иван Рыжов — член президиума

## Съёмочная группа
- Режиссёры-постановщики: Владимир Басов, Латиф Файзиев
- Автор сценария: Владимир Крепс
- Оператор: Тимофей Лебешев
- Режиссёр: А. Голованов
- Художники-постановщики: Артур Бергер, Арнольд Вайсфельд, Пётр Веременко
- Текст узбекских песен: Хамза, Мукими
- Текст русских песен: Вадим Коростылёв
- Композиторы: Михаил Зив, Дани Закиров
- Звукооператор: Евгений Кашкевич
- Художник по костюмам: Василий Ковригин
- Консультант: генерал армии Иван Петров